# Assandira
Assandira é um romance de Giulio Angioni, publicado em 2004 por Sellerio.

## Resumo
O velho pastor sardo Costantino Saru é persuadido por seu filho e nora dinamarquesa para estabelecer um hotel-restaurante (chamado Assandira) em seu antigo redil abandonado. A característica da empresa quer ser a oferecer aos clientes europeus, especialmente do norte, uma breve experiência de vida em um mundo pastoral tradicional da Sardenha.  O velho homem com a sua experiência deve ser uma garantia de autenticidade. A empresa fica bem. Um dia um incêndio destrói Assandira e mata o filho de Costantino, que se sente responsável e confessa a investigadores. A razão para essa auto-atribuição de responsabilidade não é suficientemente clara para o juiz, que não acredita em uma auto-incriminação por tudo o que tem sido feito, a partir da ideia de reviver o mundo do passado para entreter os turistas. 

## Edições
- 2004, ISBN 88-389-1991-7
- 2012, ebook, ISBN 9788838929946